# Клепалы (Бурынский район)
- Клепалы (укр. Клепали) — село, Клепаловский сельский совет, Бурынский район, Сумская область, Украина.

Код КОАТУУ — 5920984101. Население по переписи 2016 года составляло 656 человек.
Является административным центром Клепаловского сельского совета, в который, кроме того, входит село
Игоревка.

## Географическое положение
Село Клепалы находится на левом берегу реки Сейм,
выше по течению на расстоянии в 5 км расположено село Пески,
ниже по течению примыкает село Игоревка,
на противоположном берегу — село Чаплищи (Путивльский район).
По селу протекает пересыхающий ручей с запрудой.
Река в этом месте извилистая, образует лиманы, старицы и заболоченные озёра. Некоторые старицы имеют собственные имена, например, Буривня.
Рядом проходят автомобильная дорога Р-44 и
железная дорога, станция Клепалы.

## История
- Деревня Клепало, относившаяся к Подгородному стану Путивльского уезда, упоминается в 1685 году[2]. В 1693 году (7201 от сотворения мира) деревня обрела статус села в связи со строительством Никольской церкви[3].
- Клепалы были центром Клепальской волости Путивльского уезда Курской области, в которую по состоянию на 1871 год входили деревни Клепальские Сеймские мельницы, Ново-Александровка, Чаша, Михайловка, Карпиловка, Игоревка и хутор Глушецкий.
- В Российском государственном историческом архиве (РГИА) хранится «Дело о выкупе временнообязанными крестьянами земельных наделов у Гамалея А. Г. села Клепал, деревни Чаши, слободки Клепольских Сеймских мельниц, хутора Глушицы. Путивльского уезда Kурской губ. за 6 марта 1863 г. — 17 июля 1864 г.». В нём имеются документы о проведении выкупной операции по Положению от 19 февраля 1861 г. о выкупе временнообязанными крестьянами земельных наделов в имениях помещика. В деле о выкупе имеются материалы, отражающие проведение выкупной операции: уставная грамота, мирской приговор, отчет о переводе крестьян на выкуп и составлении отчетов по выкупным платежам. (РГИА, фонд 577, опись 17, дело 1050). Постоянная ссылка: http://www.fgurgia.ru/object/1183775323

## Экономика
- Свино-товарная ферма.
- «Клепалы», частная агрофирма.
- «Альфа», фермерское хозяйство.

## Известные люди
- Гетман Андрей Лаврентьевич (1903—1987) — советский военачальник, генерал армии, Герой Советского Союза, родился в селе Клепалы.
- Фак Фёдор Кузьмич (1913—1974), Герой Советского Союза, детство провёл в селе Клепалы.